# Familia sumergida
Familia sumergida  es una película coproducción de Argentina, Alemania, Brasil y Noruega filmada en colores dirigida por María Alché sobre su propio guion que se estrenó el 11 de octubre de 2018 y tuvo como actores principales a Mercedes Morán,  Esteban Bigliardi y  Marcelo Subiotto.

## Sinopsis
Marcela hace su duelo por una hermana recientemente fallecida, mientras debe enfrentarse a desarmar la casa. Tiene tres hijos postadolescentes y un marido periódicamente ausente y cuando aparece en su vida un joven amigo de su hija realizan viajes y aventuras juntos mientras emprende un transformador viaje interior.

## Reparto
Colaboraron en el filme los siguientes intérpretes:
- Mercedes Morán
- Esteban Bigliardi
- Marcelo Subiotto
- Ia Arteta
- Laila Maltz
- Federico Sack
- Diego Velázquez
- Claudia Cantero
- Mara Bestelli
- Pochi Ducasse
- Marina Glezer
- Laura López Moyano

## Críticas
Isabel Croce en La Prensa opinó:

” 
María Alché… se revela como una singular buceadora del tema de la memoria y lo hace en una atmósfera extraña, casi onírica, donde vivos y muertos tienen una imagen similar y se entremezclan en una carrera por el recuerdo y el olvido. Con Helene Louvart, una notable directora de fotografía y de cámara, el filme adquiere un tono casi espectral que se suma a la impecable puesta en escena, en algún momento casi teatral (escenas de silencio con predominio de lo onírico) con recurrencia a objetos simbólicos de significación libre (seres o volúmenes recubiertos de telas vaporosas). Un elenco homogéneo rodea la notable interpretación de Mercedes Morán, capaz, con mínimos recursos interpretativos de transmitir la inasible transformación que va apoderándose de su personaje.”

Pedro Squillaci en La Capital escribió:

”La película tiene un arma de doble filo. Porque no explica demasiado y eso está bien, pero a veces explica tan poco que deja algunas dudas. Hay secuencias en las que está separada y después resulta que no es así, tampoco queda claro el vínculo de seducción entre Marcela (otro papel sobresaliente de Mercedes Morán) con un joven amigo de su hijo (Esteban Bigliardi) y es algo poco creíble el espacio onírico de la protagonista con imágenes poco felices. El filme…tiene algo valorable, y es que permite seguir resignificándola mucho después de los títulos finales. Es posible que deje un sabor amargo en el mientras tanto, ya que está lejos de generar empatía con el espectador, sobre todo por la dinámica y cierto caos en el relato. Pero vale apostar una ficha a un cine que se corre de lo previsible, que interpela y te pone de cara a la angustia del vacío.”

## Premios y nominaciones
El filme obtuvo el Premio Horizontes en el Festival Internacional de Cine de San Sebastián 2018. En el Festival de Cine de Montclair 2019, por este filme se concedió el Premio Especial del Jurado en el rubro Fotografía de películas de ficción a Hélène Louvart y el filme fue nominado al Premio a la Mejor Película de Ficción. 
Por su participación en el filme han sido nominadas para los Premios Sur de 2018,  Mercedes Morán como Mejor Actriz Protagónica y  Mariela Rípodas como Mejor Dirección de Arte.
Julia Huberman fue nominada al Premio Cóndor de Plata 2019 al Mejor Sonido de la Asociación de Cronistas Cinematográficos de la Argentina.  
La película fue nominada al Premio Puma en la sección Competencia internacional en el FICUMAN Festival International de Cine UNAM 2019, al Premio a la Mejor Película de Ficción en la competencia oficial del Festival de Cine Latinoamericano de Lima, 2019, al Premio Leopardo de Oro en la sección Cineastas del Presente en el Festival Internacional de Cine de Locarno 2018, al Gran Premio de Películas de Ficción del Festival de Cine Latinoamericano de Toulouse 2019 